# Dan Ioan Cărpușor
Dan Ioan Cărpușor (n. 9 februarie 1956) este un inginer, fost primar al municipiului Roman. 

## Biografie
A absolvit Facultatea de Energetică din cadrul Universității Tehnice „Gh. Asachi” Iași. A fost primar al municipiului Roman, funcție deținută între anii 2000-2008.
În timpul mandatului de primar a rezolvat cu succes problema alimentării cu apă potabilă în regim permanent și a
iluminatului public. A realizat numeroase proiecte de investiții: darea în folosință a Sălii Polivalente (2004), proiectul de asistență socială prin organizarea centrului de zi pentru bătrâni, darea în folosință a rutei ocolitoare care asigură circulația traficului greu spre Vaslui etc.